# Chaetocladius adsimilis
Chaetocladius adsimilis är en tvåvingeart som först beskrevs av Goetgebuer 1933.  Chaetocladius adsimilis ingår i släktet Chaetocladius och familjen fjädermyggor. Inga underarter finns listade i Catalogue of Life.